# Cyborgs: Heroes Never Die
Cyborgs: Heroes Never Die (tên gốc tiếng Ukraina: Кiборги: Герої не вмирають) là một bộ phim được Ukraine sản xuất năm 2017, nói về trận đánh sân bay Donetsk lần thứ 2 trong cuộc chiến ở Donbas, miền Đông Ukraine. Bộ phim tái hiện lại quãng thời gian chinh chiến của 5 binh sĩ Ukraine, chiến đấu để giành quyền kiểm soát phi trường quốc tế Donetsk bị phiến quân thân Nga chiếm. Năm người lính này tượng trưng cho năm tầng lớp xã hội, nghề nghiệp và niềm tin rằng họ sẵn sàng chiến đấu và hy sinh vì Tổ quốc.
Một nửa kinh phí làm phim (900.000 USD) được chính phủ Ukraine tài trợ, ngoài ra còn phim còn nhận được sự giúp đỡ rất lớn của Bộ Quốc phòng và Bộ Tổng Tham mưu Các lực lượng Vũ trang Ukraine. Một số phân đoạn trong phim được quay tại phi trường Chernihiv Shestovytsia đã ngưng hoạt động. Trailer chính thức đầu tiên của phim được ra mắt ngày 15 tháng 8 năm 2017. Phim được phát hành ngày 7 tháng 12 năm 2017, ngày này theo kế hoạch được định ra nhằm đánh dấu tưởng niệm 3 năm phi trường Donetsk cũ bị thất thủ.

## Cốt Truyện
Các binh sĩ và tình nguyện viên Ukraine chuyển đến một đoàn xe bọc thép tại Pisky , chế nhạo một kẻ mới thân Nga đưa tin sai rằng sân bay Donetsk đã rơi vào tay lực lượng DPR.  Đoàn xe bị pháo binh tấn công và các máy bay chiến đấu lao ra khỏi chiếc xe chiến đấu bộ binh đang bốc cháy của họ và ẩn nấp trong một miệng núi lửa. Họ được Serpen giải cứu và đưa đến sân bay trên một chiếc xe khách.
Giữa tiếng pháo nổ lẻ tẻ, Hid đưa những người mới đến đi tham quan. Họ tiếp viện cho một đội khác bị địch đuổi ra khỏi cửa hàng miễn thuế . Hid tìm thấy và vô hiệu hóa một thiết bị nổ ngẫu hứng và họ chiếm lại khu miễn thuế, gây thương vong cho những người ly khai rút lui xuống thang cuốn. Họ tiếp tế đạn dược do Nga cung cấp cho quân ly khai và tiếp tục chuyến thăm tháp kiểm soát không lưu bị hư hỏng nặng.
Subota và Staryi chia nhau vodka lấy trộm từ cửa hàng miễn thuế. Hid tiết lộ một tủ đông chứa thi thể của những người lính địch đầu tiên bị giết, được giữ để trao đổi nhưng DPR từ chối. Serpen được trao quyền chỉ huy và hỏi về động cơ của họ. Staryi giải thích rằng anh ấy không thể hiểu được cách nói kép che đậy sự xâm lược của Nga, về việc bị thống trị bởi một "quốc gia anh em" và rằng anh ấy phải tình nguyện khi con trai mình làm vậy. Subota, một người lính, giải thích rằng anh đã tuyên thệ và đó là vấn đề danh dự và nghĩa vụ. Mars cảm thấy căm thù những kẻ xâm lược giết người và tìm cách trả thù cho cái chết của người bạn thân nhất của mình.
Mazhor, người đã sốt ruột rời đi sau khi bất đồng với Serpen, tìm thấy thi thể người Nga trong một miệng núi lửa trên đường băng. Điện thoại di động của người chết kêu vang, thu hút kẻ thù. Mazhor có thể giết một người Nga và làm bị thương một người ly khai, đánh cắp xe của họ và chạy đua trở lại nhà ga sân bay dưới làn đạn của kẻ thù. Trong khi Mazhor và Serpen tranh cãi về hành động của anh ta, Mars đi đến chỗ người ly khai bị bắt và bắn chết anh ta.
Mazhor sẽ bị đuổi đi vì không tuân lệnh. Mazhor đổ lỗi cho Serpen và toàn bộ thế hệ của anh ta về tình trạng Ukraine, cáo buộc anh ta không khoan dung và chê bai các giá trị tiến bộ của châu Âu. Mars, người đã trở nên chán nản, bị đau tim và được đưa lên một phương tiện sơ tán. Mazhor đưa cho Staryi một vũ khí mà anh ta lấy được từ một người Nga đã chết và được phép ở lại. Serpen và Mazhor lại tranh cãi, và Serpen cáo buộc Mazhor là một người theo chủ nghĩa lý tưởng giả tự do, người biết rất ít về lịch sử đất nước cũng như động lực quyền lực của nó, đồng thời đổ lỗi cho thế hệ của anh ta về những thất bại ban đầu của Ukraine trong cuộc chiến.
Biệt đội quay trở lại cửa hàng miễn thuế để theo dõi quân ly khai. Staryi bắt đầu hát, khuyến khích những người ly khai leo lên thang cuốn. Staryi nhận thấy họ và nhẹ nhàng cầm vũ khí và nổ súng cùng với những người khác. Đơn vị đi xuống và bắn những người ly khai khác ở đó.
Mazhor bắt giữ một người lính đơn độc mà anh ta nghi ngờ là người ly khai. Một cuộc tấn công vào nhà ga được phát động và một vụ nổ chấn động khiến Mazhor bất tỉnh, có lẽ đã giết chết tù nhân của anh ta. Kẻ thù tiến lên và đội chiến đấu trong khi rút lui vào nhà ga sân bay. Mazhor tỉnh dậy cùng với một người lính bị thương khác và được thông báo rằng quân Ukraine đã thắng trận; rằng lực lượng ly khai đã chiếm được nhà ga nhưng sau đó bị đẩy lùi
Những người còn lại trong đội tham gia vào một cuộc trao đổi tù nhân căng thẳng. Hid trở nên cực kỳ kích động khi nhận ra một trong những tù nhân của kẻ thù. Họ giữ bí mật về người đàn ông này và Hid đánh anh ta để trả thù vì người đàn ông này đã tra tấn Hid trước đó trong cuộc chiến. Những người ly khai tin rằng họ là những kẻ phát xít và họ đã tham gia một cuộc nội chiến kể từ khi Liên Xô bị chia cắt. Serpen để Mazhor quyết định phải làm gì với kẻ ly khai, và họ thả anh ta ra nhưng anh ta ngay lập tức bị bắn tỉa Nga bắn.
Đã nhận được thông tin tình báo rằng lực lượng DPR sẽ đốt cháy sân bay bằng pháo tên lửa TOS-1 của Nga.Các thành viên trong đội đều được phép rời đi. Đưa ra những lý do khiêm tốn, mỗi người quyết định ở lại.Họ sắp xếp công việc của mình, gọi điện cho các thành viên trong gia đình.
Cả đội cảm thấy nhẹ nhõm khi thấy xe tăng tiến về sân bay thay vì hệ thống tên lửa. Tức giận trước lệnh ngừng bắn bị phá vỡ, trụ sở cho phép "trừng phạt dã man những kẻ vi phạm". Xe tăng Ukraine di chuyển vào vị trí được bảo vệ và trao đổi hỏa lực; khi nó bị vô hiệu hóa, đội giải cứu thủy thủ đoàn của mình. Subota bị thương và trong khi được bác sĩ chiến trường điều trị, đã đăng một bức ảnh selfie được lan truyền rộng rãi.
Serpen, sau khi ra lệnh cho Mazhor sơ tán Subota, đã gọi điện cho con gái mình. Trong khi đang đi đi lại lại để có tín hiệu tốt hơn, anh ta lọt vào tầm ngắm của một tay bắn tỉa và bị bắn chí mạng. Điện thoại đổ chuông và người chỉ huy báo cho vợ Serpen. Đội thương tiếc. Mazhor sơ tán Subota cùng với thi thể của Serpen, và trong đống đổ nát của Pisky, một tuyên úy đã có bài phát biểu cảm động về Serpen
Sau đó, đội được tăng cường và những người mới được hỏi về động cơ của họ. Trong số đó có Mazhor. Một bài hát dân ca được vang lên khi cả nhóm đang đi tham quan.

## Diễn viên
- Vyacheslav Dovzhenko vai Serpen
- Roman Yasinovsky vai Gid (hoặc Roman Yasinovskyy)
- Andrey Isaenko vai Subota (hoặc Andriy Isayenko)
- Viktor Zhdanov vai Staryy
- Makar Tikhomirov vai Mazhor (hoặc Makar Tykhomyrov)

Các diễn viên khác tên xếp theo thứ tự chữ cái ABC:
- Oleg Drach	cùng tên	Oleh Drach
- Oleksandr Melnyk vai	Polonenyy - Lính phiến quân
- Yevhen Nyshchuk vai	Kapelan
- Oleksandr Piskunov vai	Mars
- Igor Salimonov	vai	Vatazhok separatystiv (hoặc Ihor Salimonov)
- Roman Semysal	vai	Redut
- Andriy Sharaskin vai	Andriy Sharaskin, Bohema
- Vsevolod Shekita vai	Polonenyy rosiyanyn
- Kostiantyn Temliak vai  Psykh
- Oleksandr Zagorodnyy vai Oleksandr Zagorodnyy, ký giả

## Đón nhận

### Doanh thu phòng vé
Bộ phim đứng vị trí đầu tại các phòng vé của Ukraine (đạt doanh thu $302.000 USD) trong tuần lễ đầu tiên ra mắt..

### Đánh giá chuyên môn
Đài Châu Âu Tự do/Đài Tự do bình luận về bộ phim: "Mặc dù Ukraine đang ra sức đấu tranh vì cuộc chiến nhưng bộ phim Cyborgs không hẳn mang tính tuyên truyền hoàn toàn. Cũng là vì nó mang nhiều sắc thái hơn ta thường nghĩ. Mặt khác tiếng Nga (dù bị hạn chế sử dụng làm ngôn ngữ chính thức ở Ukraine do tình hình chiến sự giữa 2 quốc gia) vẫn được các diễn viên sử dụng trong giao tiếp gần như hết thời gian của phim".